# Islas Hodgeman
Las islas Hodgeman (67°1′S 144°14′E / -67.017, 144.233)son un grupo de islas pequeñas que se encuentran cerca de la costa de la Antártida, a 6,4 km al oeste-suroeste del cabo De la Motte, en el sector este de la entrada a la bahía Watt. Las islas fueron descubiertas por la Expedición Antártica Australiana (1911–1914) al mando de Douglas Mawson, quien nombró las islas en honor a Alfred Hodgeman, un cartógrafo y meteorólogo de la expedición.

## Reclamación territorial
Las islas son reclamadas por Australia como parte del Territorio Antártico Australiano, pero esta reclamación está sujeta a las disposiciones del Tratado Antártico.